# 王大南
王大南（1972年10月—），男，汉族，辽宁抚顺人，中华人民共和国政治人物。1993年5月加入中国共产党，1996年7月参加工作。在职研究生学历，博士，教授。现任中共青海省委常委、宣传部部长，青海省总工会主席。

## 简历
曾任中国医科大学副校长，附属盛京医院党委书记、副院长。
2012年5月，任辽宁省卫生厅党组书记，同年12月任辽宁省卫生厅党组书记、厅长。2018年2月，任辽宁省科学技术厅党组书记、厅长。2020年8月，任辽宁省卫生健康委员会党组书记、主任。
2021年3月，任中共葫芦岛市委书记。2022年1月，兼任葫芦岛市人大常委会主任。
2022年4月，跨省履新，任中共青海省委常委，被玉树藏族自治州人大常委会补选为青海省十三届人大代表。同年5月，任省委宣传部部长。2023年5月，当选为青海省总工会主席。